# Perilo Teixeira
Perilo Teixeira (Itapipoca, 4 de maio de 1913 — , 1977) foi um advogado, professor e político brasileiro.

## Biografia
Filho de Antônio Rodrigues Teixeira e de Maria Amélia, nasceu no sítio Sororô, no município de Itapipoca, onde teve a sua formação primária. Posteriormente, transferiu-se para Fortaleza, onde completou os estudos secundário, colegial e superior. Bacharelou-se na Faculdade de Direito da Universidade Federal do Ceará.
Filho de família tradicional na política e por ela influenciado, antes de concluir o curso de direito foi convidado pelo então governador Roberto Carneiro de Mendonça para exercer o cargo de prefeito (interventor) do município de Aracati[carece de fontes?], permanecendo no cargo até dezembro de 1933. Em 1947 filiou-se a União Democrática Nacional (UDN) e, no mesmo ano, foi eleito deputado estadual Constituinte. No ano de 1955 foi eleito deputado federal.
Fundou o Colégio Estadual Joaquim Magalhães. Por sua influência foram criados a Liga Itapipoquense de Desporto; aero clube, Assistência Rural de Itapipoca e a Escola de Tratorista. Conseguiu verbas para a construção da linha telegráfica Amontada-Itapipoca[carece de fontes?]; Estrada asfaltada Umirim-Itapipoca[carece de fontes?]; as agências do Banco do Brasil e dos 
Correios; e posto agropecuário.[carece de fontes?].
Faleceu vítima de acidente automobilístico, deixando a esposa Inês Zilda Teixeira e 10 filhos.